# 14 Samodzielna Gwardyjska Brygada Specjalnego Przeznaczenia
14 Samodzielna Gwardyjska Brygada Specjalnego Przeznaczenia (ros. 14-я отдельная бригада специального назначения) – jednostka wojskowa rosyjskiego specnazu. Podlega bezpośrednio pod Zagraniczny Wywiad Wojskowy Federacji Rosyjskiej (GRU). Siedziba jednostki znajduje się w Chabarowsku na dalekim wschodzie Rosji. Numer jednostki to 74854.

## Historia
Zgodnie z rozkazem ministra obrony ZSRR Rodiona Malinowskiego jednostkę sformowano 1 stycznia 1963 roku. Rozmieszczono ją w Ussuryjsku w Kraju Nadmorskim w dalekowschodnim okręgu wojskowym.
Brygada brała udział w afgańskiej wojnie domowej gdzie kontyngent liczący ponad 200 żołnierzy miał za zadanie uniemożliwienie mudżahedinom dostarczania zaopatrzenia z Iranu i Pakistanu.
Jednostka uczestniczyła w obu wojnach w Czeczenii. Podczas pierwszej wojny czeczeńskiej zaangażowana była od stycznia do kwietnia 1995 roku a podczas drugiej wojny czeczeńskiej od 1999 do 2006 roku. Komandosi z brygady gwardyjskiej walczyli w ostatniej istotnej, trwającej 2 tygodnie i 4 dni bitwie pod Komsomolskim, która zakończyła się zwycięstwem Federacji Rosyjskiej.
Podczas wojny rosyjsko-ukraińskiej od początku 2023 roku do października 2024 roku jednostka brała udział w zwycięskiej dla Federacji Rosyjskiej bitwie pod Wuhłedarem. Następnie na tym samym odcinku frontu od listopada 2024 r. brygada bierze udział w ofensywie na kierunku Wełyka Nowosiłka, w dniu 14 stycznia 2025 r. miasto znalazło się okrążeniu operacyjnym, a pod kontrolą Ukraińców pozostawała tylko granicząca z nią od południowego zachodu wieś Wremiwka, która następnie została całkowicie zajęta w ciągu 3 dni.

## Organizacja
Struktura jednostki na rok 2023
Dowództwo brygady i jego pododziały:
- centrum szkolenia bazowego
- poddział łączności
- pododział logistyczny

Oddziały Bojowe:
- 282. Oddział Specjalnego Przeznaczenia (jednostka wojskowa nr 20662)
- 294. Oddział Specjalnego Przeznaczenia (jednostki wojskowej nr 20706)
- 308. Oddział Specjalnego Przeznaczenia (jednostka wojskowa nr. 20707)
- 742. Oddział Specjalnego Przeznaczenia (numer jednostki nieznany)

## Dowódcy
- płk Rymin Paweł Nikołajewicz (1963–1970)
- płk Drozdow Aleksandr Antonowicz (1970–1973)
- płk Demczenko Nikołaj Andriejewicz (1973–1975)
- płk Bagłaj Anatolij Michajłowicz (1975–1978)
- płk Wiktor Fomicz Griszmanowski (1978–1980)
- płk Witalij Aleksiejewicz Onacki (1980–1987)
- płk Jakow Aleksandrowicz Kurys (1987–1992)
- płk Lihidchenko Aleksandr Iwanowicz (1992–1997)
- płk Rumiankow Andriej Michajłowicz (1997–1999)
- gen. dyw. Diegtiariew Siergiej Pietrowicz (1999–2011)[12]
- płk Irinczynow Arsalan Czimitowicz (2011–2014)[13]
- płk Swiatko Aleksander Jurjewicz (2014–2016)
- płk Władimir Nikołajewicz Biłanczuk (2016–2020)
- płk Siergiej Jurjewicz Polakow (2020–2023)
- płk  Stankiewicz Anton Wasiliewicz (2023 – nadal)